# Al-Jarajir
Al-Jarajir (tiếng Ả Rập: الجراجير) là một ngôi làng của Syria ở huyện An-Nabek thuộc tỉnh Rif Dimashq. Theo Cục Thống kê Trung ương Syria (CBS), Al-Jarajir có dân số 4.022 trong cuộc điều tra dân số năm 2004.